# Javel – André Citroën (stanice metra v Paříži)
Javel – André Citroën je nepřestupní stanice pařížského metra na lince 10 v 15. obvodu v Paříži. Nachází se na nábřeží Quai André-Citroën. Přes ulici je možné přestoupit na stanici linky RER C, přímá spojovací chodba zde však není.

## Historie
Stanice byla otevřena 30. září 1913 při prodloužení linky 8 od stanice Beaugrenelle (dnes Charles Michels) po Porte d'Auteuil.
Trať směřující ze stanice na západ na druhý břeh Seiny byla z technických důvodů postavena netradičně. Koleje odtud vedou do stanice Mirabeau na pravém břehu řeky, ovšem vlaky ve stanici nestaví, ale míří po rampě překonávající velký výškový rozdíl do další stanice Église d'Auteuil. Ve stanici Mirabeau pak staví pouze vlaky z opačného směru.
27. července 1937 byl úsek linky 8 La Motte-Picquet – Grenelle ↔ Porte d'Auteuil odpojen od linky 8 a stal se součástí linky 10.

## Název
Jméno stanice se skládá ze dvou částí. Javel je název staré vesnice s malým přístavem, která je zmiňována již v roce 1485 pod názvem Javetz. V roce 1777 zde vznikla chemická továrna, kde se vyráběl chlornan sodný. Druhá část je odvozena od názvu nábřeží Quai André Citroën. André Citroën (1878–1935) byl průmyslník a zakladatel automobilky Citroën, jehož továrna se nacházela nedaleko a v 90. letech 20. století na jejím místě vznikl městský park.

## Stanice v kultuře
Na nástupišti byly plakáty a fotografie prezentující André Citroëna a jeho firmu, rovněž sedadla na stanici měla charakteristické šípové logo firmy Citroën. Ale tato výzdoba byla odstraněna na počátku 21. století při renovaci stanice v rámci obnovy pařížského metra.
Stanice Javel je zmíněna v písni francouzského zpěváka Charlese Tréneta Y'a d'la joie z roku 1936.

## Zajímavosti v okolí
- Parc André-Citroën